# Petrohrad (Plzeň)
Petrohrad je část města Plzně. Nachází se u hlavního nádraží v obvodu Plzeň 2-Slovany. Chrám svatého Mikuláše zde byl založen v roce 1406, osada rostla koncem devatenáctého století a dostala název podle hostince „U města Petrohradu“. Původně zde bydleli hlavně zaměstnanci železnice.
Oblast je známá zchátralými domy a zvýšenou pouliční kriminalitou.
Petrohradským rodákem byl Jiří Trnka.